# Victoria Cup 2010
Navigation
Edition 2011
La Victoria Cup 2010 est la première édition de la Coupe Victoria. Elle regroupe les équipes du Kenya, de l'Ouganda et du Zimbabwe. La compétition se déroule du 12 juin au 24 juillet 2010.

## Participants
Les rencontres entre le Kenya et l'Ouganda compte pour l'Elgon Cup.

## Classement
| Rang | Pays     | J | V | N | D | Bo | Bd | Pm | Pe | Diff | Pts |
| ---- | -------- | - | - | - | - | -- | -- | -- | -- | ---- | --- |
| 1    | Kenya    | 4 | 4 | 0 | 0 | 2  | 0  | 88 | 48 | +40  | 18  |
| 2    | Ouganda  | 3 | 1 | 0 | 2 | 0  | 1  | 54 | 69 | -15  | 5   |
| 3    | Zimbabwe | 3 | 0 | 0 | 3 | 0  | 2  | 43 | 58 | -15  | 2   |

|  | Vainqueur |

Attribution des points
Victoire : 4, match nul : 2, défaite : 0 ; plus les bonus (offensif : 4 essais marqués minimum ; défensif : défaite par 7 points d'écart maximum).
Règles de classement
Lorsque deux équipes sont à égalité au nombre total de points terrain, la différence se fait aux nombre de points terrains particuliers entre les équipes à égalité.

## Détails des matches
| 12 juin 2010 | Kenya | 11 - 10 | Zimbabwe | Nairobi |
| 12 juin 2010 |       |         |          | Nairobi |
| 12 juin 2010 |       |         |          | Nairobi |

| 19 juin 2010 | Ouganda | 24 - 15 | Zimbabwe | Kampala |
| 19 juin 2010 |         |         |          | Kampala |
| 19 juin 2010 |         |         |          | Kampala |

| 3 juillet 2010 | Ouganda | 25 - 33 | Kenya | Kampala |
| 3 juillet 2010 |         |         |       | Kampala |
| 3 juillet 2010 |         |         |       | Kampala |

| 10 juillet 2010 | Kenya | 21 - 5 | Ouganda | Nairobi |
| 10 juillet 2010 |       |        |         | Nairobi |
| 10 juillet 2010 |       |        |         | Nairobi |

| 17 juillet 2010 | Zimbabwe | 18 - 23 | Kenya | Harare |
| 17 juillet 2010 |          |         |       | Harare |
| 17 juillet 2010 |          |         |       | Harare |

| 24 juillet 2010 | Zimbabwe | Annulé | Ouganda | Harare |
| 24 juillet 2010 |          |        |         | Harare |
| 24 juillet 2010 |          |        |         | Harare |